# Trochę za blisko
Trochę za blisko – singel polskiego zespołu Modelki, który został wydany 3 października 2024.
Nagranie otrzymało w Polsce status platynowej płyty 23 lipca 2025.
Singel zdobył ponad 3 mln wyświetleń w serwisie YouTube (2024) oraz ponad 3 mln odtworzeń w serwisie Spotify (2024).

## Nagrywanie
Utwór został wyprodukowany przez Vłodarskiego. Tekst do utworu został napisany przez Urszulę Kowalską, Agnieszkę Nowakowską, Zuzannę Fijak, Michała Włodarskiego oraz Szymona Kwietnia.

## Twórcy
Opracowane na podstawie materiałów źródłowych.
- Urszula Kowalska – wokal, tekst, kompozycja
- Agnieszka Nowakowska – wokal, tekst, kompozycja
- Zuzanna Fijak – wokal, tekst, kompozycja
- Antony Esca (Szymon Kwiecień) – tekst, kompozycja
- Vłodarski (Michał Włodarski) – tekst, kompozycja, produkcja, mix, mastering

## Lista utworów
- Lista utworów[1]

1. „Trochę Za Blisko” – 2:29

## Teledysk
Do utworu powstał teledysk, który udostępniono 3 października 2024 za pośrednictwem serwisu YouTube.

## Występy telewizyjne z utworem
| Koncert/gala                     | Data          | Transmisja telewizyjna | Źródło            |
| -------------------------------- | ------------- | ---------------------- | ----------------- |
| Lata z Radiem i Telewizją Polską | 12 lipca 2025 | TVP2                   | [ 6 ] [ 7 ] [ 8 ] |

## Certyfikaty i sprzedaż
| Kraj          | Certyfikat      | Sprzedaż | Data przyznania |
| ------------- | --------------- | -------- | --------------- |
| Polska (ZPAV) | platynowa płyta | 50 000+  | 23 lipca 2025   |

## Notowanie
Pozycje na listach tygodniowych
- OLiS: 38[10]
- Spotify: 47[11]